# 冻土

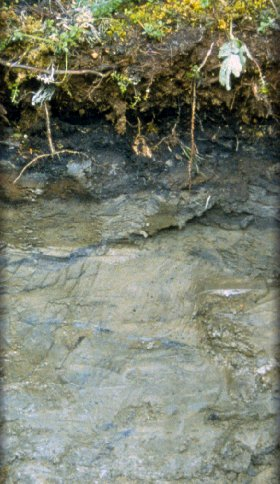
冻土

冻土是指土壤温度保持0℃以下并出现冻结现象、具有表土呈现多边形土或石环等冻融蠕动等形态特征的土壤或岩层。全球冻土面积约590万平方公里，占陆地总面积的5.5%。

## 成土
冻土形成过程中物理风化强烈，所以土壤颗粒表面有海绵状多孔结皮层的形成；土壤矿物风化一般出现在脱盐基阶段的初期，如土体中镁、钾淋失微弱，但钙、钠有不同程度的淋失，特别当冰碛物中含有碳酸钙类原生矿物时，碳酸钙可以发生特殊的淋溶淀积现象，并在土壤剖面中出现出特殊钙化形态。
在冻土区由于季节性冻融过程，及融雪水和降水输入土壤活动层并受到冻结层的阻挡，使土体中下层形成暂时性滞水层，从而引起该土层氧化还原电位降低，土体中难溶性高价态铁、锰被还原成易溶性低价态铁、锰而迁移，常可形成一个绣纹绣斑层。

### 冻土层的活动
多年冻土一般可分为上下两层，上层为冬冻夏融的活动层，下层是终年（多年）不融的永冻层。活动层有两种状态，即夏季融化后为季融层，冬季再冻结则为季冻层。若某年冬季气温较高，地温也随之较高，冻结深度小于夏季融化厚度时，在季冻层的下面就会出现一个未冻结的融区。相反，若某年冬季较上年为冷，而夏季又较上年为凉，这样，夏季融化深度可能小于冬季的冻结厚度，便在季融层的下面保留一层没融化的隔年冻结层。所以，各年因温度变化的差别，在活动层和永冻层之间出现隔年融化和隔年冻结层。

## 特性
冻土土体浅薄，土层厚度一般不足50厘米。冻土具有永冻的土壤温度状况，但水分状况差异较大。
- 具有潮湿水分状况的冻土，其土壤剖面为泥炭层Oi层－滞水潴育母质层Cg层；
- 具有干旱水分状况的冻土，其土壤剖面为薄的腐殖质层Ah层－易溶盐分聚集层Bz层－钙化的母质层Ck层。

冻土表层一般具有暗色或淡色表层；冻土表层有机质含量低，一般含量在5～20g/kg之间，其腐殖质分子结构简单，富里酸与胡敏酸比值小于1，土壤酸碱性因成土母质不同而明显差异；土壤中有效养分含量少，林木生长困难。

## 分布
冻土分布于高纬度和高海拔地区。
北冰洋沿岸是冻土分布最为集中的地区，包括欧亚大陆北部、北美大陆北部以及北冰洋的许多岛屿，还有南极大陆边缘及附近海域中岛屿地区；在中国主要分布于东北大小兴安岭山区、西部高山区及青藏高原地区。
安第斯山脉（主要是智利、玻利维亚和阿根廷的交界处附近）、斯堪的纳维亚半岛北部也有少量冻土分布。

## 冻融作用
土层和岩层中的水反复冻结和融化而引起土体和岩体的破坏、扰动、变形甚至运动的作用，称为冻融作用。冻融作用有冰冻风化、冰冻扰动和冻融泥流等三种主要表现形式。
所谓冰冻风化（也称冻融风化）则指土层或岩层裂隙中的水，在冬季或夜晚温度下降发生冻结时把岩石涨裂，并因冻结膨胀产生压力而把裂隙附近的岩石压碎成块石和更细的物质。冰冻风化是冻土区一种最普遍的冻融作用形式。冰冻扰动（也称冻融扰动）是指在多年冻土活动层内发生的，因受冻膨胀挤压而引起的一种土层结构的塑性变形情况。冻融泥流是指在冻土层上部解冻时，融化的水使松散土层达到饱和状态，这种饱含水的图层因具有可塑性，在重力作用下，而发生沿斜坡蠕动的现象。
冻融作用是冻土区一种主要的营力，通过冰冻风化、冰冻扰动和冻融泥流等形式，造成多种多样的冻土地貌形体。
2017年9月，中國大陸的青海省有記錄到一段冻融泥流的現象。